# Knights of the Cross (album)
Albums de Grave Digger
Tunes of war Excalibur
Knights of the Cross est le sixième album studio du groupe de thrash metal allemand Grave Digger. Sorti en 1998, il prend pour concept la Première Croisade débutée en 1095.

## Composition du groupe
Chris Boltendhal = chant
Uwe Lulis = guitare
Jens Becker = basse
Stefan Arnold = batterie

## Liste des chansons de l'album
1. Deus To Vult (intro instrumentale) - 2:28
2. Knights Of The Cross - 4:35
3. Monks Of War - 3:38
4. Heroes Of This Time - 4:10
5. Fanatic Assassins - 3:40
6. Lionheart - 4:33
7. The Keeper Of The Holy Grail - 5:56
8. Inquisition - 3:47
9. Baphomet - 4:12
10. Over The Sea - 3:51
11. The Curse Of Jacques - 4:52
12. The Battle Of Bannockburn - 6:42